# Dusun Tua (Kelayang)
Dusun Tua is een bestuurslaag in het regentschap Indragiri Hulu van de provincie Riau, Indonesië. Dusun Tua telt 661 inwoners (volkstelling 2010).